# Przedruk
Przedruk (ang. reprint) – dosłowne lub tylko nieznacznie zmienione, ponowne opublikowanie utworu.
Z reguły przedruk jest objętościowo większy niż cytat, i obejmuje cały utwór lub z niewielkimi skrótami. W formie przedruku publikowane są książki lub całe artykuły, także artykuły internetowe. Czasem przedruk artykułu polega na jego przetłumaczeniu i wydaniu w innym języku.
W przypadku przedruku konieczne jest zamieszczenie nazwiska autora (autorów) oraz danych pierwotnego druku (nazwa czasopisma, i inne dane bibliograficzne). Jeżeli z tego uprawnienia będzie chciał skorzystać inny podmiot, konieczne jest uzyskanie zgody wydawcy (lub samego autora). W przeciwnym razie twórcy przysługuje prawo do wynagrodzenia. Niektóre wydawnictwa i czasopisma automatycznie zezwalają na bezpłatne przedruki, z różnymi zastrzeżeniami technicznymi lub formalnymi.

## Prawo przedruku w Polsce
Tak zwane prawo przedruku zostało uregulowane w art. 25 ustawy o prawie autorskim i prawach pokrewnych. Ta regulacja służy szybkiemu i szerokiemu dostępowi do informacji. Odpowiednikami tego przepisu w dyrektywie 2001/29/WE są art. 5 ust. 3 lit. c) oraz f).
Na ten przepis mogą powoływać się podmioty prowadzące działalność prasową, radiową i telewizyjną. Ze względu na treść ust. 4 wymienione pojęcia odnoszą się także do mediów internetowych. Niektórzy prawnicy opowiadają się za poszerzeniem kręgu beneficjentów.
Przedmiotem tej postaci dozwolonego użytku publicznego są szczegółowo określone kategorie rozpowszechnionych utworów poświęconych tematom, którymi w danym momencie interesuje się opinia publiczna. Są to: sprawozdania o aktualnych wydarzeniach, artykuły prasowe na określone aktualne tematy, krótkie wyciągi z tych sprawozdań i artykułów, aktualne wypowiedzi i fotografie reporterskie, tłumaczenia tych sprawozdań, artykułów, wypowiedzi i fotografii, przeglądy publikacji i rozpowszechnionych utworów oraz krótkie streszczenia rozpowszechnionych utworów. Długość okresu, w którym temat pozostaje aktualny, zależy od prędkości obiegu informacji.
Wyjątkowo (na tle innych postaci dozwolonego użytku) twórcy mogą zabronić korzystania z pewnych kategorii utworów, a także mają prawo do wynagrodzenia z tytułu korzystania z określonych kategorii utworów. Część prawników twierdzi, że jedno zbiorcze zastrzeżenie podmiotu praw autorskich o wyłączeniu utworów z zakresu tej regulacji jest skuteczne . Inni zajmują przeciwne stanowisko. Ich zdaniem zastrzeżenie dotyczące całego czasopisma, np. umieszczone w stopce redakcyjnej, nie jest wyraźne. W przypadku, gdy podmiotowi praw autorskich przysługuje wynagrodzenie, użytkownik powinien zawrzeć stosowną umowę. W braku takiej umowy w imieniu uprawnionego może występować organizacja zbiorowego zarządzania. Zdaniem niektórych specjalistów przepis art. 25 ust. 4 pr. aut. został błędnie zredagowany, ponieważ sugeruje, że działalność organizacji zbiorowego zarządzania jest ograniczona do spraw dotyczących przedruku w Internecie.